# Recent Researches in American Music
 Recent Researches in American Music ist eine Editionsreihe mit amerikanischer Musik, die seit 1977 erscheint. Ihre ersten beiden Bände waren die von J. Bunker Clark veröffentlichte zweibändige Anthology of Early American Keyboard Music 1787–1830, Band 5, die von Robert Hopkins veröffentlichte Ausgabe der vorher unveröffentlichten Sonaten des Komponisten Alexander Reinagle (1756–1809) aus Philadelphia. Derzeitiger General Editor ist John Graziano.

## Inhaltsübersicht
- 1.–2. Anthology of Early American Keyboard Music 1787–1830
- 3.–4. Andrew Barton. The Disappointment: or, The Force of Credulity (1767)
- 5. Alexander Reinagle. The Philadelphia Sonatas
- 6. John O’Keeffe and William Shield. The Poor Soldier (1783)
- 7. James Hewitt. Selected Compositions
- 8. Arthur Foote. Music for Cello and Piano
- 9.–10. George F. Root. The Haymakers
- 11.–12. The Core Repertory of Early American Psalmody
- 13.–14. Victor Pelissier. Pelissier's Columbian Melodies: Music for the New York and Philadelphia Theaters
- 15. Benjamin Carr. Selected Secular and Sacred Songs
- 16. Charles Martin Loeffler. Selected Songs with Chamber Accompaniment
- 17. John Knowles Paine. Three Chamber Works for Piano and Strings
- 18. Stephen Jenks. Complete Works
- 19. Ruth Crawford. Music for Small Orchestra (1926); Suite No. 2 for Four Strings and Piano (1929)
- 20.–22. Irving Berlin. Early Songs, 1907–1914
- 23. Amy Beach. Quartet for Strings (in One Movement), opus 89
- 24. Daniel Read. Collected Works
- 25. The Music and Scripts of In Dahomey
- 26. Timothy Swan. Psalmody and Secular Songs
- 27.–28. Edward Harrigan and David Braham. Collected Songs
- 27.–28. Edward Harrigan and David Braham. Collected Songs
- 29. Band Music from the Benjamin Grierson Collection
- 30. Charles Hommann. Chamber Music for Strings
- 31. Lou Harrison. Selected Keyboard and Chamber Music, 1937–1994
- 32. Amy Beach. The Sea-Fairies, opus 59
- 33. Charles Sanford Skilton. The Sun Bride
- 34. George F. Bristow. The Oratorio of Daniel
- 35. John Knowles Paine. Vocal Chamber Music
- 36. Early American Anthems, Part 1 Anthems for Public Celebrations
- 37. Early American Anthems, Part 2 Anthems for Special Occasions
- 38. William B. Bradbury. Esther, the Beautiful Queen
- 39. Harry Partch. Barstow: Eight Hitchkiker Inscriptions from a Highway Railing at Barstow, California [1968 Version]
- 40. An Index to Anglo-American Psalmody in Modern Critical Editions
- 41. Thomas „Fats“ Waller. Performances in Transcription, 1927–1943
- 42. Clara Kathleen Rogers. Chamber Music
- 43. Raynor Taylor. Chamber Music
- 44. Writing American Indian Music: Historic Transcriptions, Notations, and Arrangements
- 45. Otto Dresel. Collected Vocal Music
- 46. John Knowles Paine. The Nativity, Opus 39
- 47. Charles Ives. 129 Songs
- 48. Daniel Read. Musica Ecclesiae, Part 1
- 49. Daniel Read. Musica Ecclesiae, Part 2
- 50. Daniel Read. Musica Ecclesiae, Part 3
- 51. Leo Ornstein. Quintette for Piano and Strings, Op. 92
- 52. A Selection of Shape-Note Folk Hymns
- 53. Dudley Buck. American Victorian Choral Music
- 54. Leopold Damrosch. Symphony in A Major
- 55. George Whitefield Chadwick. Two Overtures: Rip Van Winkle (1879) and Adonais (1899)
- 57. Amy Beach. The Canticle of the Sun
- 58. George Whitefield Chadwick. String Quartets Nos. 1–3
- 59. David Moritz Michael. Complete Wind Chamber Music
- 60. George Whitefield Chadwick. String Quartets Nos. 4–5
- 61. Charles Zeuner. Fantasies and Fugues: For Organ and Pianoforte
- 63. Dudley Buck. Selected Organ Works
- 64. Virgil Thomson and Gertrude Stein. Four Saints in Three Acts
- 65. David Moritz Michael. Der 103te Psalm
- 66. Florence Price. Symphonies nos. 1 and 3
- 67. Songs from „A New Circle of Voices“: The Sixteenth Annual Pow-wow at UCLA
- 68. Otto Dresel. Chamber Music
- 69. John Philip Sousa. Six Marches
- 70. John Knowles Paine. Symphony No. 2 in A Major (Spring)
- 71. The Ingalls Wilder Family Songbook
- 72. George F. Bristow. Symphony no. 2 in D Minor (Jullien)
- 73. Sam Morgan’s Jazz Band: Complete Recorded Works in Transcription
- 74. Mary Lou Williams. Selected Works for Big Band